# Challenger de Chicago 2018
El Oracle Challenger Series – Chicago  2018 fue un torneo de tenis profesional jugado en canchas duras. Se trata de la primera edición del torneo, que es parte de la ATP Challenger Tour 2018 para los hombres y WTA 125s de 2018 para las mujeres. Se llevó a cabo en Chicago, Estados Unidos, entre el 3 de septiembre al 9 de septiembre de 2018.

## Jugadores participantes del cuadro de individuales
| Favorito | País                      | Jugador         | Rank1 | Posición en el torneo |
| -------- | ------------------------- | --------------- | ----- | --------------------- |
| 1        | Bandera de Italia         | Andreas Seppi   | 51    | Primera ronda         |
| 2        | Bandera de Uzbekistán     | Denis Istomin   | 76    | CAMPEÓN               |
| 3        | Bandera de Canadá         | Vasek Pospisil  | 88    | Primera ronda         |
| 4        | Bandera de Serbia         | Viktor Troicki  | 102   | Primera ronda         |
| 5        | Bandera de Estados Unidos | Michael Mmoh    | 120   | Segunda ronda         |
| 6        | Bandera de Bélgica        | Ruben Bemelmans | 128   | Cuartos de final      |
| 7        | Bandera de Suecia         | Elias Ymer      | 132   | Primera ronda         |
| 8        | Bandera de Estados Unidos | Noah Rubin      | 135   | Cuartos de final      |

- 1 Se ha tomado en cuenta el ranking del 27 de agosto de 2018.

### Otros participantes
Los siguientes jugadores recibieron una invitación (wild card), por lo tanto ingresan directamente al cuadro principal (WC):
- JC Aragone
- Thai-Son Kwiatkowski
- Tommy Paul
- Andreas Seppi

Los siguientes jugadores ingresan al cuadro principal tras disputar el cuadro clasificatorio (Q):
- Sekou Bangoura
- Vincent Millot
- Hugo Nys
- Alexander Sarkissian

### Individua femenino
| Tenista            | Ranking | Preclasificada |
| Danielle Collins   | 37      | 1              |
| Petra Martić       | 47      | 2              |
| Zarina Diyas       | 60      | 3              |
| Tatjana Maria      | 70      | 4              |
| Pauline Parmentier | 71      | 5              |
| Sachia Vickery     | 78      | 6              |
| Evgeniya Rodina    | 80      | 7              |
| Johanna Larsson    | 82      | 8              |

- Ranking del 27 de agosto de 2018

### Dobles femenino
| Tenista                                | Ranking | Preclasificada |
| Kaitlyn Christian Sabrina Santamaria   | 108     | 1              |
| Darija Jurak Xenia Knoll               | 128     | 2              |
| Alexa Guarachi Desirae Krawczyk        | 154     | 3              |
| Natela Dzalamidze Veronika Kudermetova | 182     | 4              |

## Campeonas

### Individual Masculino
- Denis Istomin venció a  Reilly Opelka, 6–4, 6–2

### Dobles Masculino
- Luke Bambridge /  Neal Skupski vencieron a  Leander Paes /  Miguel Ángel Reyes-Varela, 6-3, 6-4

### Individuales femeninos
Petra Martić venció a  Mona Barthel, 6-4, 6-1

### Dobles femenino
Mona Barthel /  Kristýna Plíšková vencieron a  Asia Muhammad /  María Sánchez, 6-3, 6-2